# Stickney (Illinois)
Stickney é uma aldeia localizada no estado americano de Illinois, no Condado de Cook.

## Demografia
Segundo o censo americano de 2000, a sua população era de 6148 habitantes.
Em 2006, foi estimada uma população de 5853, um decréscimo de 295 (-4.8%).

## Geografia
De acordo com o United States Census Bureau tem uma área de 5,1 km², dos quais 5,0 km² cobertos por terra e 0,1 km² cobertos por água.

## Localidades na vizinhança
O diagrama seguinte representa as localidades num raio de 4 km ao redor de Stickney.